# Breuil-Bois-Robert
Pour les articles homonymes, voir Breuil, Bois (homonymie), Bois (communes) et BBR.
Breuil-Bois-Robert (BBR) est une commune française située dans le département des Yvelines en région Île-de-France.
Ses habitants sont appelés les Breuillois.

## Géographie

### Situation
Située à cinq kilomètres au sud de Mantes-la-Jolie, la commune de Breuil-Bois-Robert s'étend en partie sur le versant est de la vallée de la Vaucouleurs et pour le reste sur la plateau du Mantois à 130 mètres d'altitude environ.

### Communes limitrophes
Les communes limitrophes sont Vert et Auffreville-Brasseuil à l'ouest, Mantes-la-Ville au nord, Guerville à l'est et Villette et Arnouville-lès-Mantes au sud.

### Voies de communication et transports
La commune est traversée par la route départementale D 65 qui relie Mantes-la-Jolie à Thoiry.
La commune est desservie par la ligne 78 du réseau de bus Île-de-France Ouest et par la ligne M du réseau de bus du Mantois.

### Occupation des solssimplifiée
Le territoire de la commune se compose en 2017 de 84,91 % d'espaces agricoles, forestiers et naturels, 5,99 % d'espaces ouverts artificialisés et 9,09 % d'espaces construits artificialisés.

### Climat
Pour des articles plus généraux, voir Climat de l'Île-de-France et Climat des Yvelines.
En 2010, le climat de la commune est de type climat océanique dégradé des plaines du Centre et du Nord, selon une étude du CNRS s'appuyant sur une série de données couvrant la période 1971-2000. En 2020, Météo-France publie une typologie des climats de la France métropolitaine dans laquelle la commune est exposée à un climat océanique et est dans la région climatique Sud-ouest du bassin Parisien, caractérisée par une faible pluviométrie, notamment au printemps (120 à 150 mm) et un hiver froid (3,5 °C).
Pour la période 1971-2000, la température annuelle moyenne est de 10,3 °C, avec une amplitude thermique annuelle de 13,7 °C. Le cumul annuel moyen de précipitations est de 685 mm, avec 11,5 jours de précipitations en janvier et 7,9 jours en juillet. Pour la période 1991-2020, la température moyenne annuelle observée sur la station météorologique la plus proche, située sur la commune de Magnanville à 4 km à vol d'oiseau, est de 11,6 °C et le cumul annuel moyen de précipitations est de 641,5 mm,. Pour l'avenir, les paramètres climatiques de la commune estimés pour 2050 selon différents scénarios d'émission de gaz à effet de serre sont consultables sur un site dédié publié par Météo-France en novembre 2022.
| Mois                                  | jan.             | fév.           | mars          | avril         | mai           | juin          | jui.         | août           | sep.          | oct.          | nov.            | déc.             | année      |
| ------------------------------------- | ---------------- | -------------- | ------------- | ------------- | ------------- | ------------- | ------------ | -------------- | ------------- | ------------- | --------------- | ---------------- | ---------- |
| Température minimale moyenne (°C)     | 1,7              | 1,8            | 3,6           | 5,5           | 8,6           | 11,6          | 13,4         | 13,6           | 10,9          | 8,6           | 4,8             | 2,3              | 7,2        |
| Température moyenne (°C)              | 4,3              | 5,1            | 7,8           | 10,7          | 13,9          | 17,2          | 19,5         | 19,5           | 16,2          | 12,5          | 7,7             | 4,8              | 11,6       |
| Température maximale moyenne (°C)     | 6,8              | 8,4            | 12,1          | 15,8          | 19,1          | 22,8          | 25,5         | 25,3           | 21,4          | 16,5          | 10,7            | 7,2              | 16         |
| Record de froid (°C) date du record   | −12,7 01.01.1997 | −12,3 07.02.12 | −8,5 13.03.13 | −3,2 06.04.21 | −0,7 06.05.19 | 3,3 01.06.06  | 6,6 16.07.12 | 5,8 28.08.1998 | 2,4 30.09.18  | −3,5 28.10.03 | −8,2 24.11.1998 | −10,1 29.12.1996 | −12,7 1997 |
| Record de chaleur (°C) date du record | 15,5 27.01.03    | 20,5 27.02.19  | 25,6 31.03.21 | 28,4 20.04.18 | 31,2 27.05.05 | 37,7 27.06.11 | 42 25.07.19  | 40,4 12.08.03  | 35,5 08.09.23 | 29,5 03.10.11 | 20,9 01.11.14   | 16,9 07.12.00    | 42 2019    |
| Précipitations (mm)                   | 48,5             | 47,7           | 48,4          | 42,5          | 62,1          | 53,9          | 51,5         | 56,5           | 40,9          | 65,3          | 57              | 67,2             | 641,5      |

## Urbanisme

### Typologie
Au 1er janvier 2024, Breuil-Bois-Robert est catégorisée ceinture urbaine, selon la nouvelle grille communale de densité à sept niveaux définie par l'Insee en 2022.
Elle est située hors unité urbaine. Par ailleurs la commune fait partie de l'aire d'attraction de Paris, dont elle est une commune de la couronne,. Cette aire regroupe 1 929 communes,.

### Occupation des solssimplifiée
Le territoire de la commune se compose en 2017 de 84.91 % d'espaces agricoles, forestiers et naturels, 5,99 % d'espaces ouverts artificialisés et 9,09 % d'espaces construits artificialisés.

## Toponymie
Breuil-Bois-Robert résulte de la fusion des deux communes du Breuil et de Bois-Robert-et-Labrosse réalisée en 1868.
Le nom de la localité est attesté sous les formes Brogilum, Braolet, de Brogilo au début du IXe siècle.
Dérivé du mot gaulois brogilos, le mot bas-latin brogilus a les sens de « petit bois enclos » ; Brogilo (« bois servant de réserve de chasse au chef de village »).
Quant au nom de Bois-Robert, il désigne simplement une partie de forêt appartenant à un seigneur nommé Robert.

## Politique et administration

### Liste des maires
| Période                                  | Période  | Identité       | Étiquette | Qualité |
| ---------------------------------------- | -------- | -------------- | --------- | ------- |
| Les données manquantes sont à compléter. |          |                |           |         |
| mars 2001                                | 2008     | Daniel Darret  |           |         |
| mars 2008                                | 2014     | Claude Lecoz   |           |         |
| 2014                                     | 2020     | Didier Lebret  | DIV       |         |
| mars 2020                                | En cours | Bernard Moisan |           |         |

### Instances administratives et judiciaires
La commune de Breuil-Bois-Robert appartient au canton de Bonnières-sur-Seine et est rattachée à la communauté urbaine Grand Paris Seine et Oise.
Sur le plan électoral, la commune est rattachée à la neuvième circonscription des Yvelines, circonscription à dominante rurale du nord-ouest des Yvelines.
Sur le plan judiciaire, Breuil-Bois-Robert fait partie de la juridiction d’instance de Mantes-la-Jolie et, comme toutes les communes des Yvelines, dépend du tribunal de grande instance ainsi que de tribunal de commerce sis à Versailles,.

## Population et société

### Démographie

#### Évolution démographique
L'évolution du nombre d'habitants est connue à travers les recensements de la population effectués dans la commune depuis 1793. Pour les communes de moins de 10 000 habitants, une enquête de recensement portant sur toute la population est réalisée tous les cinq ans, les populations de référence des années intermédiaires étant quant à elles estimées par interpolation ou extrapolation. Pour la commune, le premier recensement exhaustif entrant dans le cadre du nouveau dispositif a été réalisé en 2008.

En 2022, la commune comptait 764 habitants, en évolution de +4,8 % par rapport à 2016 (Yvelines : +2,72 %, France hors Mayotte : +2,11 %).
| 1793 | 1800 | 1806 | 1821 | 1831 | 1836 | 1841 | 1846 | 1851 |
| ---- | ---- | ---- | ---- | ---- | ---- | ---- | ---- | ---- |
| 260  | 254  | 248  | 234  | 231  | 219  | 216  | 200  | 226  |

| 1856 | 1861 | 1866 | 1872 | 1876 | 1881 | 1886 | 1891 | 1896 |
| ---- | ---- | ---- | ---- | ---- | ---- | ---- | ---- | ---- |
| 223  | 225  | 355  | 302  | 304  | 271  | 277  | 277  | 270  |

| 1901 | 1906 | 1911 | 1921 | 1926 | 1931 | 1936 | 1946 | 1954 |
| ---- | ---- | ---- | ---- | ---- | ---- | ---- | ---- | ---- |
| 253  | 248  | 215  | 188  | 207  | 205  | 224  | 234  | 245  |

| 1962 | 1968 | 1975 | 1982 | 1990 | 1999 | 2006 | 2008 | 2013 |
| ---- | ---- | ---- | ---- | ---- | ---- | ---- | ---- | ---- |
| 315  | 340  | 384  | 497  | 570  | 663  | 696  | 706  | 721  |

| 2018 | 2022 | - | - | - | - | - | - | - |
| ---- | ---- | - | - | - | - | - | - | - |
| 741  | 764  | - | - | - | - | - | - | - |

#### Pyramide des âges
En 2018, le taux de personnes d'un âge inférieur à 30 ans s'élève à 33,6 %, soit en dessous de la moyenne départementale (38,0 %). À l'inverse, le taux de personnes d'âge supérieur à 60 ans est de 24,1 % la même année, alors qu'il est de 21,7 % au niveau départemental.
En 2018, la commune comptait 351 hommes pour 390 femmes, soit un taux de 52,63 % de femmes, légèrement supérieur au taux départemental (51,32 %).
Les pyramides des âges de la commune et du département s'établissent comme suit.
| Hommes | Classe d’âge | Femmes |
| ------ | ------------ | ------ |
| 0,0    | 90 ou +      | 0,5    |
| 4,8    | 75-89 ans    | 5,1    |
| 18,8   | 60-74 ans    | 18,7   |
| 22,8   | 45-59 ans    | 20,3   |
| 20,8   | 30-44 ans    | 21,0   |
| 14,2   | 15-29 ans    | 14,6   |
| 18,5   | 0-14 ans     | 19,7   |

| Hommes | Classe d’âge | Femmes |
| ------ | ------------ | ------ |
| 0,6    | 90 ou +      | 1,4    |
| 6      | 75-89 ans    | 7,8    |
| 13,5   | 60-74 ans    | 14,8   |
| 20,7   | 45-59 ans    | 20,1   |
| 19,6   | 30-44 ans    | 19,9   |
| 18,5   | 15-29 ans    | 16,8   |
| 21,2   | 0-14 ans     | 19,2   |

## Économie
Commune restée très rurale malgré sa proximité de l'agglomération de Mantes-la-Jolie.

## Culture locale et patrimoine

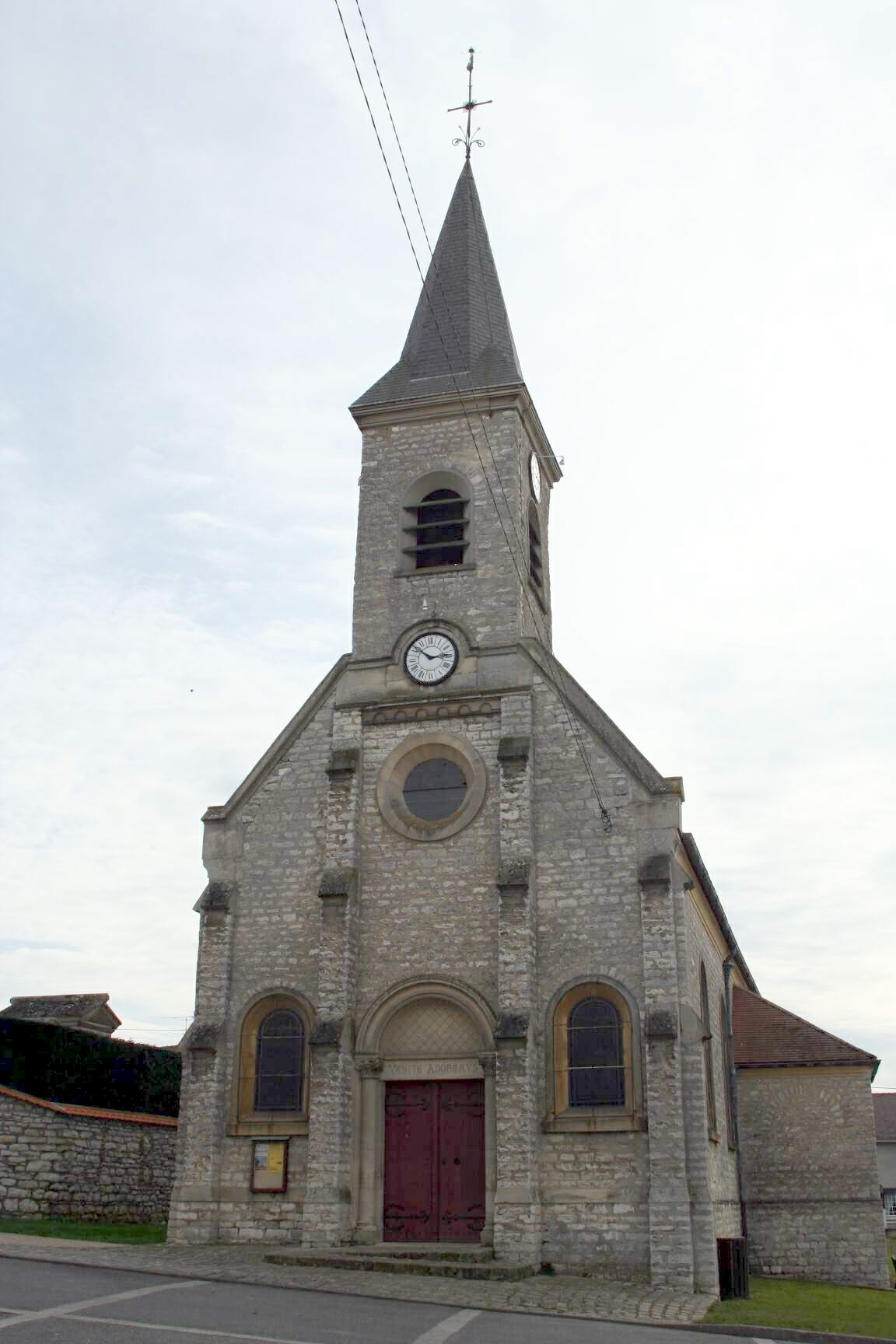
L'église Saint-Gilles.

### Lieux et monuments
- Église Saint-Gilles : construite en pierre meulière dans les années 1890 sur l'emplacement de l'ancienne église démolie en 1888.

## Héraldique
| Blason de Breuil-Bois-Robert | Blason  | D'or à la bande de sinople chargée de trois roses d'argent, accompagnée en chef d'un arbre au naturel et en pointe d'une biche couchée regardant du même. |
| Blason de Breuil-Bois-Robert | Détails | Adopté le 1er octobre 2022. |